# Greci (Kampanien)
Greci (in Arbëresh, IPA: [ar'bəreʃ]: Katundi „Dorf“) ist eine italienische Gemeinde mit 584 Einwohnern (Stand 31. Dezember 2023) in der Provinz Avellino in der Region Kampanien. Die Gemeinde ist Teil der Bergkommune Comunità Montana dell’Ufita.

## Geografie
Der Ort liegt im Valle del Cervaro, einem Tal in der Grenzregion der Provinzen Foggia und Avellino. Die Nachbargemeinden sind Ariano Irpino, Castelfranco in Miscano (BN), Faeto (FG), Montaguto, Orsara di Puglia (FG) und Savignano Irpino. Die Ortsteile sind Masseria Tre Fontane und Fontana Babola.

## Geschichte
Mongrassano wurde um 1461 von albanischen Flüchtlingen (Arbëresh) neu besiedelt.

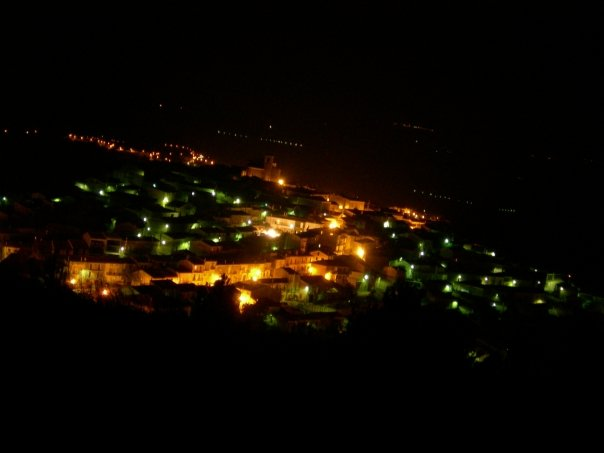
Der Ort bei Nacht
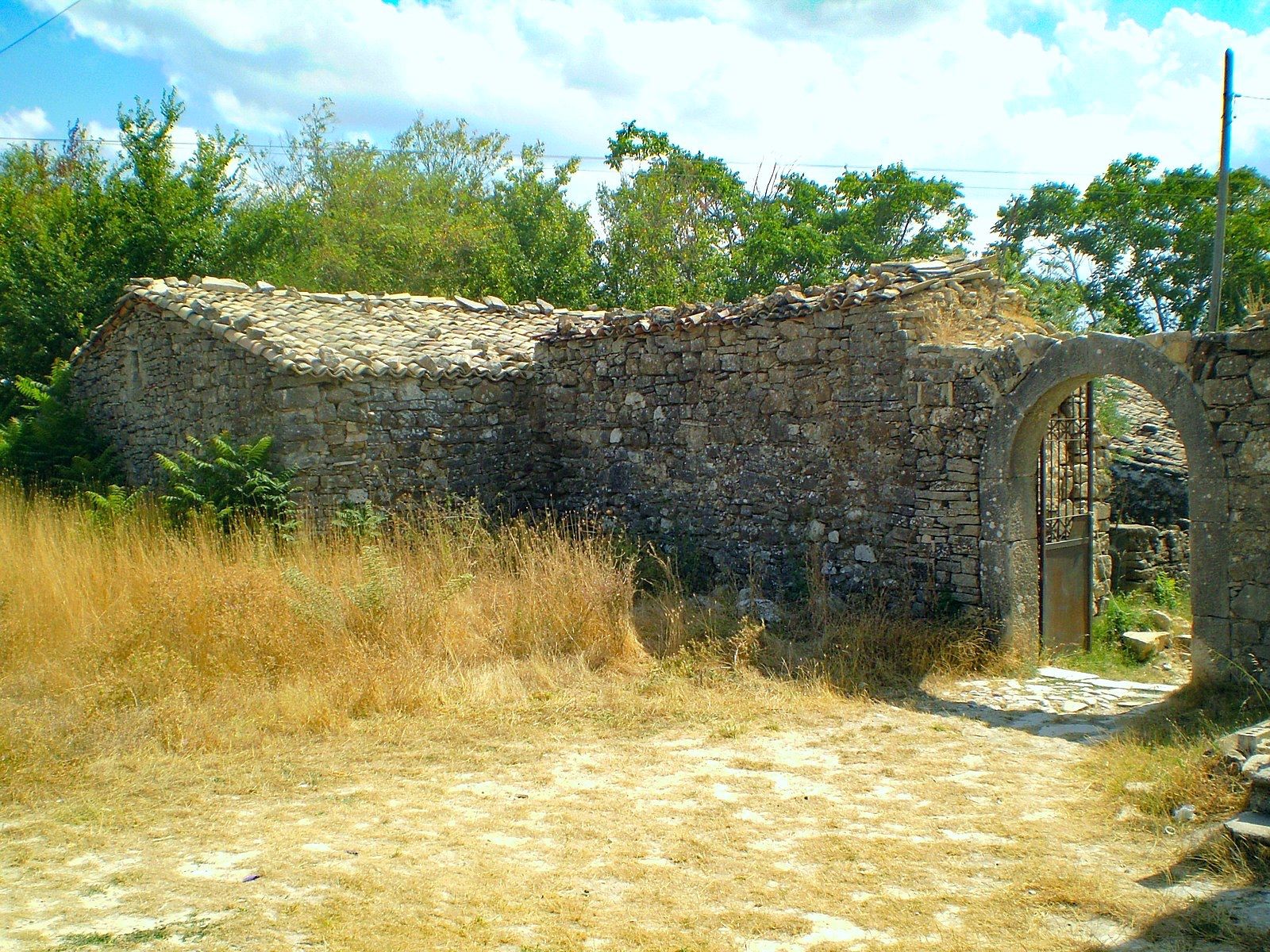
Fraktion Tre Fontane